# Lijst van rijksmonumenten in Geervliet
Onderstaande tabel geeft een overzicht van de rijksmonumenten in Geervliet.
| Object | Oorspronkelijke functie?  | Bouwjaar                                   | Architect | Locatie                          | Coördinaten?                  | Nr.?   | Afbeelding |
| --- | ------------------------- | ------------------------------------------ | --------- | -------------------------------- | ----------------------------- | ------ | --- |
| Het woonhuis van het type villa in de stijl van de Neo-Hollandse Renaissance, onderdeel van het complex aan de Burgemeester Van der Minnelaan 3 te Geervliet                                          | Woonhuis                  | 1901                                       |           | Burgemeester v d Minnelaan 3     | 51° 51' 41" NB, 4° 15' 30" OL | 525158 | Het woonhuis van het type villa in de stijl van de Neo-Hollandse Renaissance, onderdeel van het complex aan de Burgemeester Van der Minnelaan 3 te Geervliet |
| Het koetshuis heeft een rechthoekige plattegrond en de nokrichting van het met gesmoorde kruispannen gedekte zadeldak is evenwijdig aan de straat                                                     | Bijgebouwen kastelen enz. | 1901                                       |           | Burgemeester v d Minnelaan bij 3 | 51° 51' 41" NB, 4° 15' 30" OL | 525159 | Meer afbeeldingen |
| Woonhuis van beganegrond met omlopend schilddak. Gedateerd in een gevelsteen | Woonhuis                  | 1849                                       |           | St. Anthonieplein 1              | 51° 51' 36" NB, 4° 15' 32" OL | 9361   | Meer afbeeldingen |
| Hoeve, waarvan het woongedeelte een afgeknotte puntgevel met vlechtingen heeft. Vensters met zes- en negenruitsschuiframen. Schuur van gepotdekselde houten delen                                     | Boerderij                 | 18e eeuw                                   |           | Burgemeester v d Minnelaan 5     | 51° 51' 40" NB, 4° 15' 29" OL | 9362   | Meer afbeeldingen |
| Swaaneburg | Woonhuis                  | 1857                                       |           | Burgemeester v d Minnelaan 12    | 51° 51' 40" NB, 4° 15' 33" OL | 9363   | Meer afbeeldingen |
| Stadhuis | Bestuursgebouw en onderdl | 17e eeuw (oorsprong) 18e eeuw (verbouwing) |           | Kaaistraat 2                     | 51° 51' 37" NB, 4° 15' 26" OL | 9364   | Meer afbeeldingen |
| Bouwvallige pandjes, echter passend geheel vormend met het raadhuis. Blijkens ankers rechter-zijgevel                                                                                                 | Werk-woonhuis             | 17e eeuw                                   |           | Kaaistraat 4                     | 51° 51' 37" NB, 4° 15' 27" OL | 9365   | Meer afbeeldingen |
| Nerlands Hervormde Kerk (O.L.Vrouw) | Kerk en kerkonderdeel     | 1307                                       |           | Kerkplein 7                      | 51° 50' 55" NB, 4° 14' 31" OL | 9366   | Meer afbeeldingen |
| Eenvoudig huis van alleen beganegrond. Een schilddak met nr 5. Deur met omlijsting door pilasters, stoep met gietijzeren hekjes en dakkapel met fronton                                               | Woonhuis                  | eerste helft 19e eeuw                      |           | Kerkstraat 7                     | 51° 51' 38" NB, 4° 15' 30" OL | 9367   | Meer afbeeldingen |
| Huis met verdieping en schilddak met dakkapel. Oorspronkelijk boerderij met langwerpig bedrijfsgedeelte. Authentieke deur met gestoken kalf en omlijsting van gecanneleerde pilasters met hoofdgestel | Woonhuis                  | 18e eeuw                                   |           | Kerkstraat 8                     | 51° 51' 37" NB, 4° 15' 30" OL | 9368   | Meer afbeeldingen |
| Huisje van alleen begane grond met hoog schilddak. Negenruitsschuiframen | Woonhuis                  | eerste kwart 19e eeuw                      |           | Kerkstraat 10                    | 51° 51' 37" NB, 4° 15' 30" OL | 9369   | Meer afbeeldingen |
| Huis met verdieping en dwars schilddak. Stoep met stoeppaal | Woonhuis                  | eerste helft 19e eeuw                      |           | Kerkstraat 9                     | 51° 51' 38" NB, 4° 15' 30" OL | 9370   | Meer afbeeldingen |
| Huisje van alleen begane grond met hoog schilddak | Woonhuis                  | eerste kwart 19e eeuw                      |           | Kerkstraat 12                    | 51° 51' 37" NB, 4° 15' 30" OL | 9371   | Meer afbeeldingen |
| Landswerf | Boerderij                 | mogelijk 18e eeuw                          |           | Landswerf 2                      | 51° 51' 37" NB, 4° 15' 35" OL | 9372   | Meer afbeeldingen |
| Huisje van begane grond en met schuur van gepotdekselde houten delen | Boerderij                 | mogelijk eerste kwart 19e eeuw             |           | Landpoortstraat 2                | 51° 51' 36" NB, 4° 15' 35" OL | 9373   | Meer afbeeldingen |
| Hofstede "Dammestee" | Boerderij                 | 1777                                       |           | Ringdijk 12                      | 51° 50' 59" NB, 4° 15' 37" OL | 9374   | Meer afbeeldingen |
| Bernisse Molen | Industrie- en poldermolen | 1851                                       |           | Spuikade 1                       | 51° 51' 33" NB, 4° 15' 25" OL | 9375   | Meer afbeeldingen |
| Goed dwarshuis met oude roedenverdeling en twee dakkapellen | Woonhuis                  |                                            |           | Visserszijde 7                   | 51° 51' 39" NB, 4° 15' 24" OL | 9376   | Goed dwarshuis met oude roedenverdeling en twee dakkapellen                                                                                                  |
| De begraafplaats bevat 53 staande grafstenen en 9 fragmenten, die half in de bodem verdwenen zijn | Begraafplaats en -onderdl | 1882 (oudste steen)                        |           | Spuikade tegenover 2             | 51° 51' 37" NB, 4° 15' 19" OL | 9377   | Meer afbeeldingen |